# 克羅皮夫尼亞 (科羅斯堅區)
50°45′40″N 28°27′59″E / 50.76111°N 28.46639°E
克羅皮夫尼亞（烏克蘭語：Кропивня），是烏克蘭的村落，位於該國北部日托米爾州，由科羅斯堅區負責管轄，始建於1911年，面積0.98平方公里，海拔高度194米，2001年人口204，人口密度每平方公里209.23人。